# Frants Christian Hjorth
Frants Christian Hjorth (22. juni 1782, formentlig i Skivum – 14. august 1865 i København) var en dansk nålemagermester, medlem af Borgerrepræsentationen, formand for Håndværkerstiftelsen. 
F.C. Hjorth kom i treårsalderen til nogle slægtninge i København og blev her sat i nålemagerlære. Han grundlagde 1807 en lille nålemagerforretning, der blev til en anset virksomhed på sit felt. I 1837 fik han otte års eneret på produktionen af knappenåle efter en særlig metode. Han overdrog i 1843 forretningen til sin søn, Peter Christian Hjorth. 
1835 var Hjorth en ud af 9 københavnske håndværksmestre, der tog initiativ til oprettelsen af Stiftelsen for gamle Haandværksmestre og deres Enker i trange Kaar, i daglig tale Håndværkerstiftelsen. Hjorth kom også i bestyrelsen for den nye stiftelse, som blev rejst på hjørnet af Ny Kongensgade og Filosofgangen (nuv. Vester Voldgade). I 1902 blev stiftelsen overflyttet til en ny bygning, Blegdamsvej 74, tegnet af Emil Jørgensen, mens Dansk Arbejdsgiverforening i 1910 rejste sit domicil på den gamle grund. Hjorth var Håndværkerstiftelsens kasserer og i de sidste ni år af sit liv også dens formand.
Han blev i oktober 1863 udnævnt til æresmedlem i den forening, som han havde betydet så meget for. Det skete i anledning af, at Håndværkerforeningens stiftelse Alderstrøst var taget i brug. Hjorths filantropiske indsats bar også frugt i form af en stiftelse for ugifte døtre af embeds- og borgerstand, der blev oprettet 1849, og som ligger i Wesselsgade.
Hjorth var blandt de mest agtede mænd i det københavnske borgerskab. Han sad gennem en årrække i repræsentantskabet i Industriforeningen, som han 1838 havde været med til at stifte, og 1844-56 var han medlem af Københavns Borgerrepræsentation. Han blev justitsråd 1857, Dannebrogsmand 1837 og Ridder af Dannebrog 1856. Der findes en mindetavle med en forgyldt hjort i muren på Hånderværkerstiftelsen, der er flyttet dertil fra den gamle bygning. F.C. Hjorth var desuden medlem af Det kongelige kjøbenhavnske Skydeselskab.
Der findes et maleri af F.C. Hjorth, og han er litograferet af I.W. Tegner, bl.a. 1878, efter et fotografi.
F.C. Hjorth var gift med Maria Dorthea Olsen (9. december 1775 – 30. september 1854). Parrets datter Olivia Francisca indgik ægteskab først med maler Heinrich Eddelien og den anden gang med hofguldsmed Jørgen Balthasar Dalhoff. Hjorth er begravet på Assistens Kirkegård.